# Есин, Василий Павлович
Василий Павлович Есин (4 февраля 1930 — 13 августа 1998, Калуга) — советский хозяйственный, государственный и политический деятель.

## Биография
Родился 4 февраля 1930 года в рабочем посёлке Базарный Сызган, Ульяновской области. Член КПСС. Родители: отец — Есин Павел Михайлович, мама — Есина Анастасия Степановна, сестры — Александра , Ольга, Клавдия. В 1942 году переехал в город Сырдарья 80 км от Ташкента Республика Узбекистан.
1948—1953 гг. — учёба в Ташкентском институте инженеров ирригации и мелиорации сельского хозяйства (ТИИМСХ).
С 1953 года — на хозяйственной, общественной и политической работе. В 1953—1986 гг. Работал: мастером, прорабом, главным инженером, начальником СМУ-3 треста Ферганаводстрой, управляющим этого треста, заместителем председателя Ферганского Облисполкома, вторым секретарем Ферганского Обкома КПСС, заместителем председателя Совета Министров УзССР по строительству и промышленности, первой секретарем Навоийского Обкома КПСС, председателем межколхозного совета по ирригации и мелиорации Ферганской области Минводхоза Узбекистана. Заслуженный ирригатор. Избирался депутатом Верховного Совета Узбекской ССР 7-го, 8-го, 9-го и 10-го созывов, Верховного Совета СССР 11-го созыва. Делегат XXV съезда КПСС.
Умер 13 августа 1998 года в г. Калуга, похоронен на Трифоновском кладбище г. Калуги.
Жена - Меркулова Нина Александровна, родилась 10 сентября 1928 года в городе Сорочинске Оренбургской области.
Родители: отец — Меркулов Александр Филиппович, мама — Ольга, сестра — Ольга, братья — Николай, Василий.
1947—1953 гг. училась в Ташкентском сельскохозяйственном институте.
Работала главным агрономом сада совхоза в поселке Горчаково Ахунбабаевского района Ферганской области Узбекской ССР (г. Маргилан).
Умерла 22 февраля 2007 года в г. Калуга, похоронена на Трифоновском кладбище г. Калуги.
Дети:  Сын — Есин Юрий Васильевич 16 мая 1954 года рождения поселок Горчаково Ахунбабаевского района Ферганской области (г. Маргилан) УзССР;
Дочь — Есина Татьяна Васильевна 21 февраля 1958 года рождения поселок Горчаково Ахунбабаевского района Ферганской области (г. Маргилан) УзССР.